# Gare de Saint-Cergues-Les Voirons
Pour les articles homonymes, voir Voiron (homonymie).
La gare de Saint-Cergues-Les Voirons est une gare ferroviaire française de la ligne de Longeray-Léaz au Bouveret, située sur le territoire de la commune de Saint-Cergues dans le département de la Haute-Savoie, en région Rhône-Alpes.
Elle est fermée aux services voyageurs et marchandises.

## Situation ferroviaire
Établie à 496 mètres d'altitude, la gare fermée de Saint-Cergues - Les Voirons est située au point kilométrique (PK) 178,981 de la ligne de Longeray-Léaz au Bouveret, entre les gares ouvertes d'Annemasse et de Machilly.

## Histoire
La gare est fermée au service des marchandises Fret SNCF le 3 novembre 2009.

## Galerie d'images

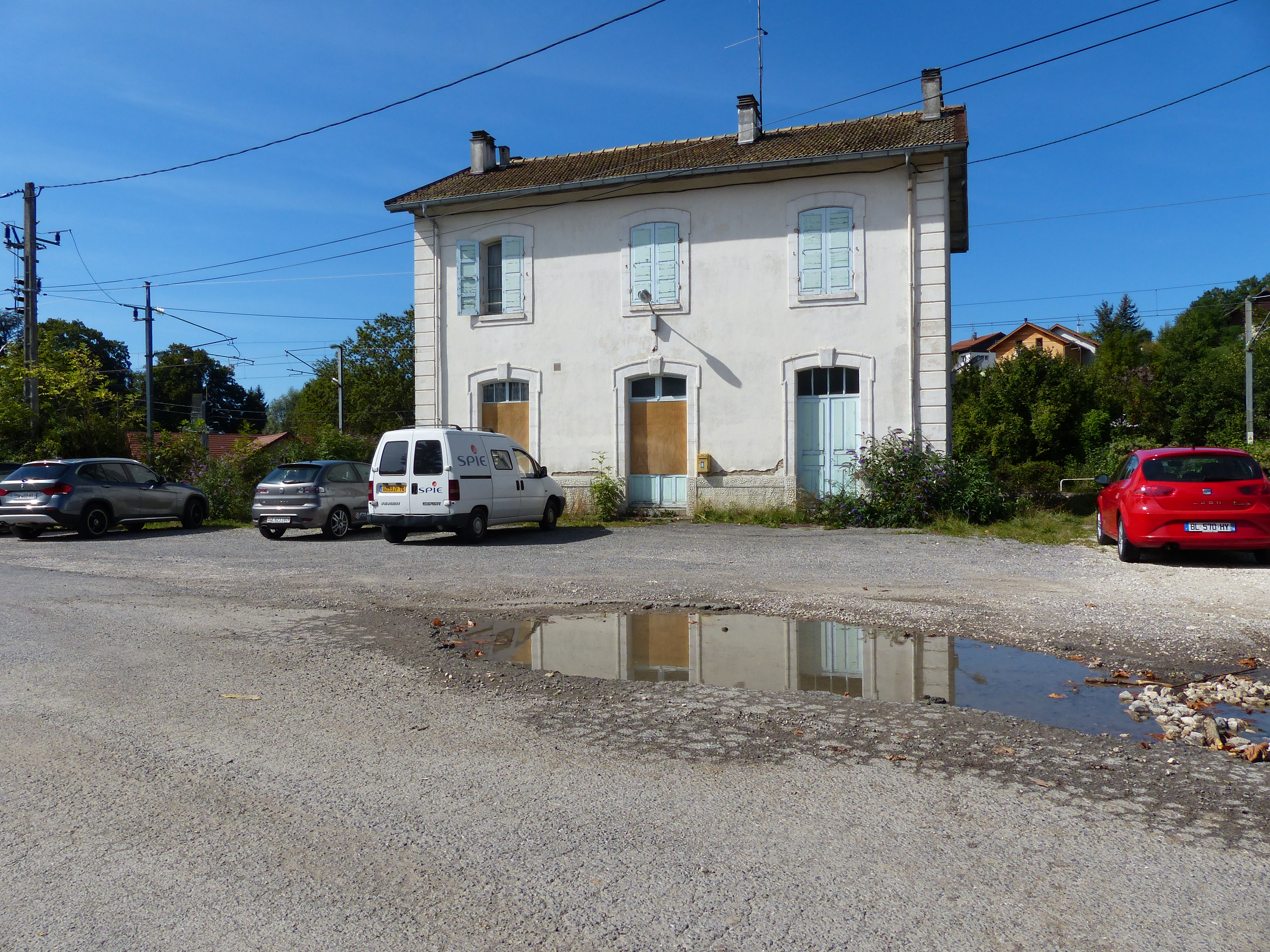
Arrière du bâtiment principal de la gare
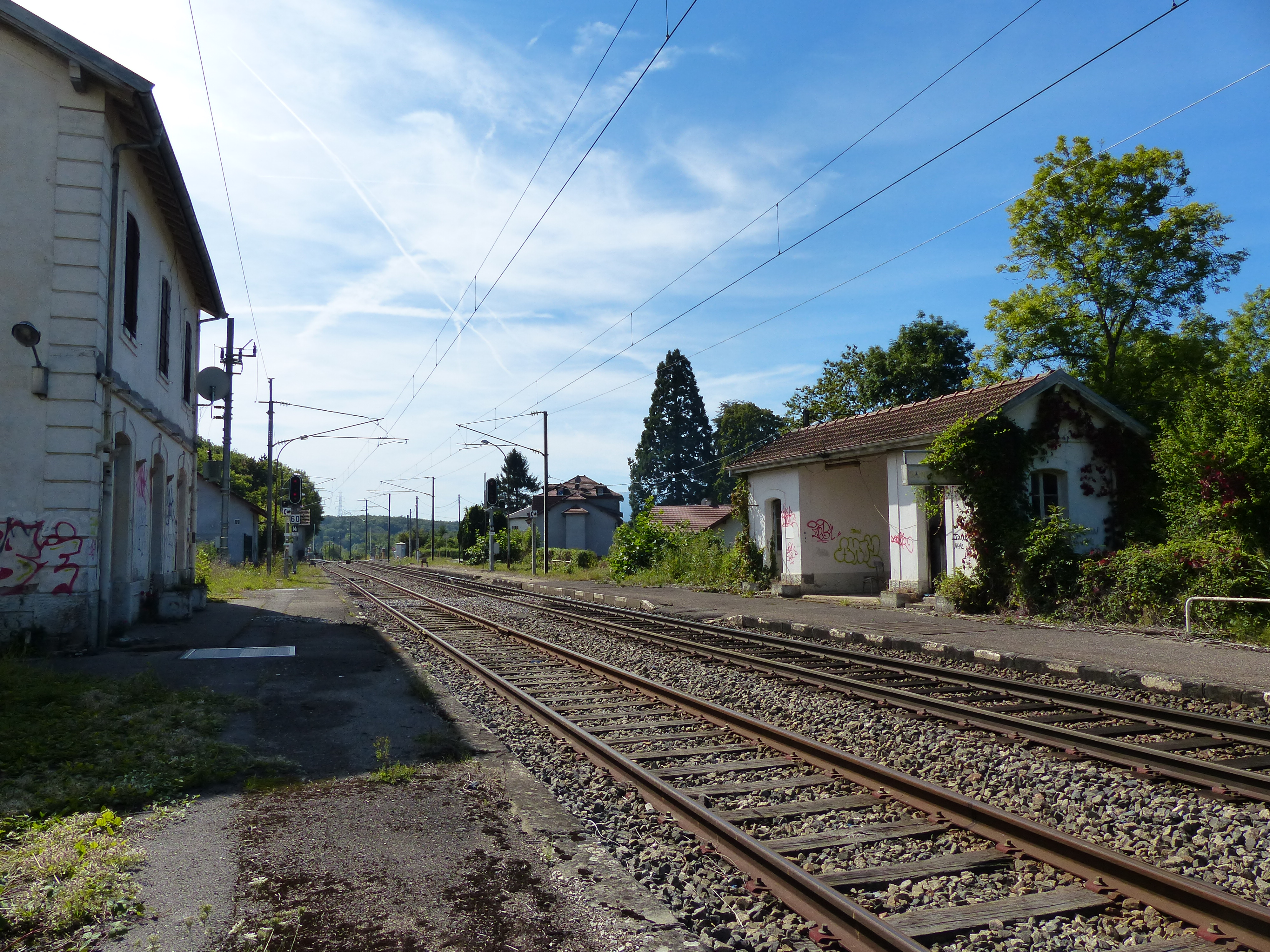
Quai direction Annemasse
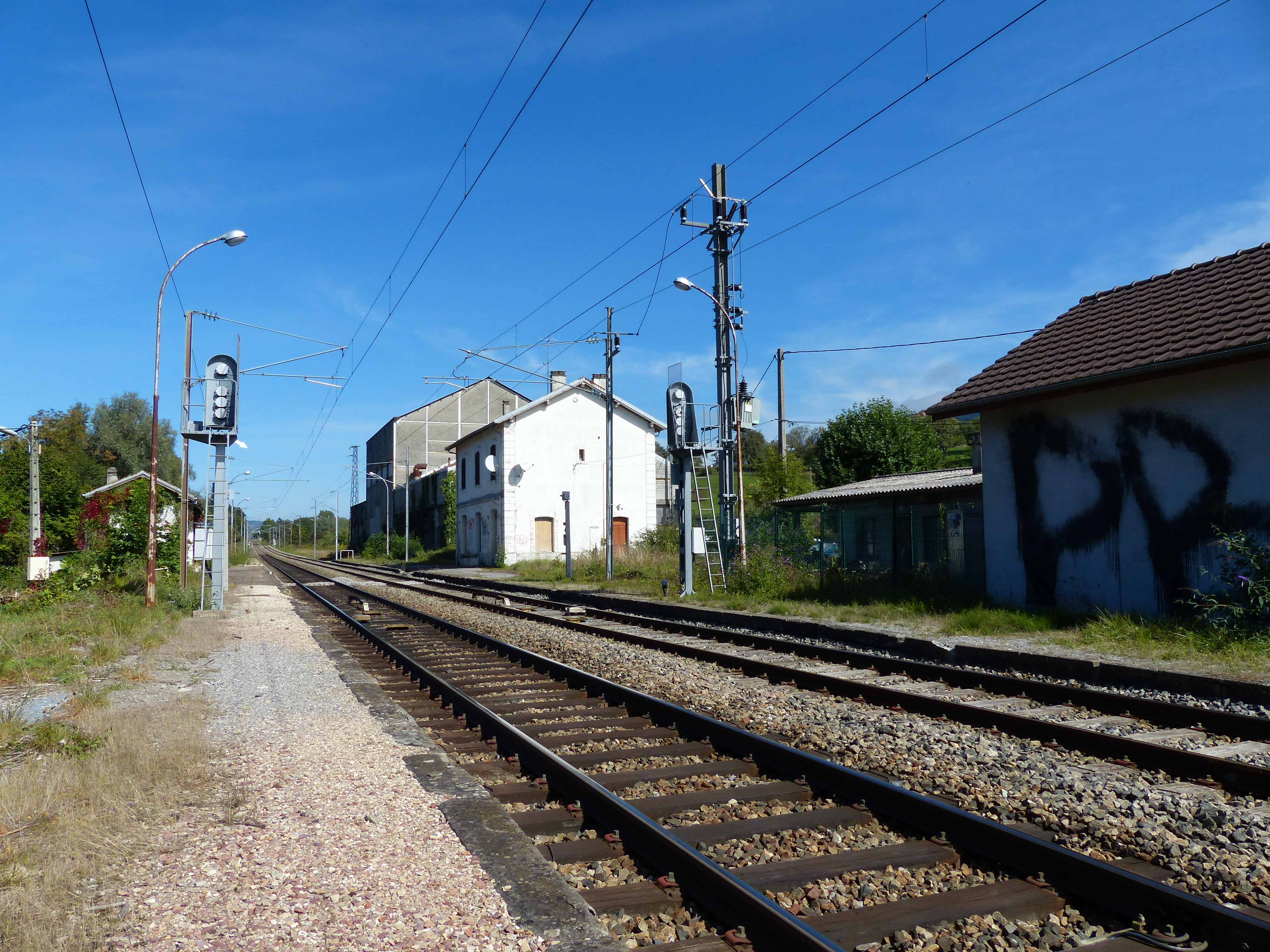
Quai direction Thonon-les-Bains
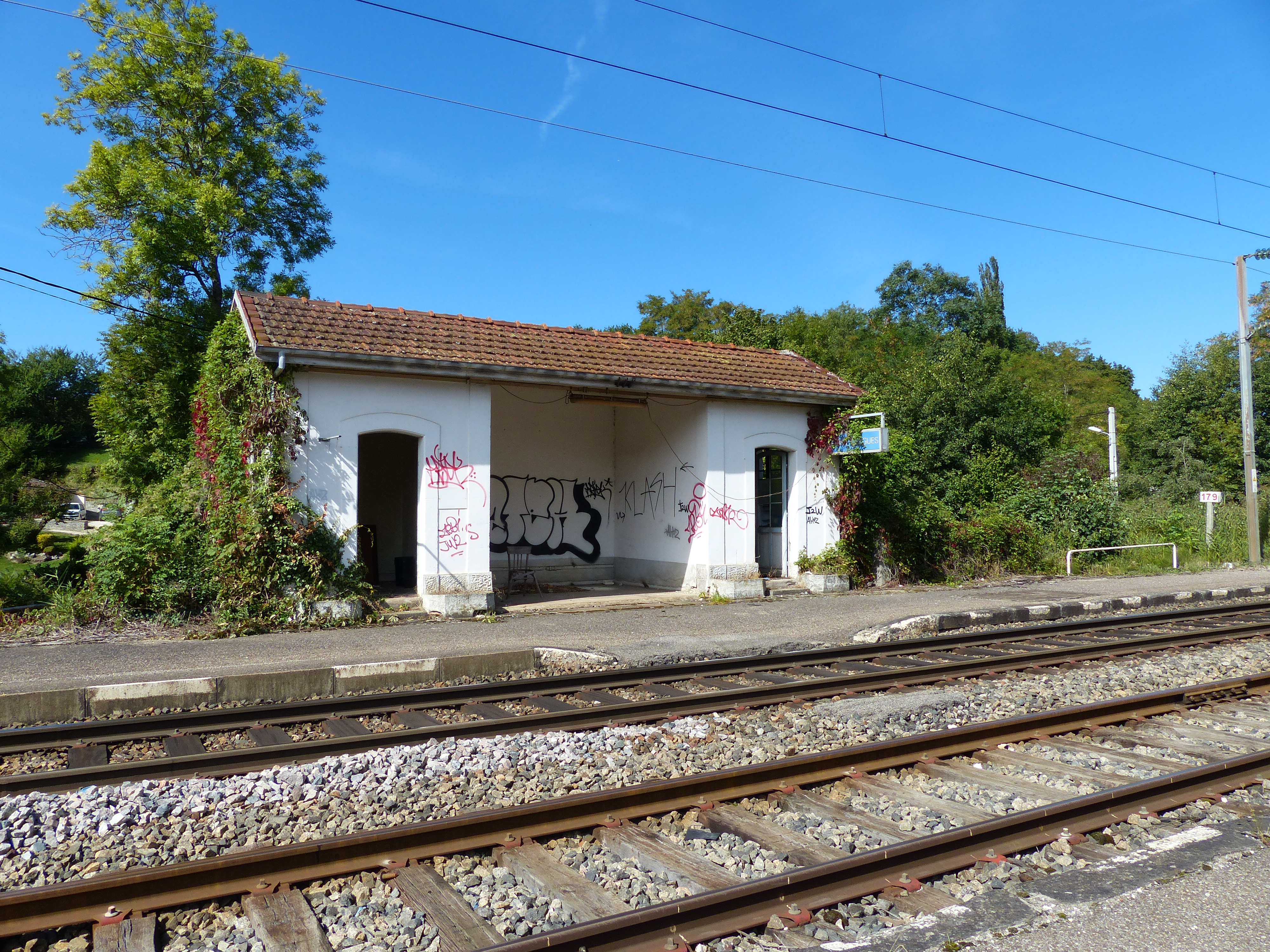
Bâtiment annexe sur le quai direction Thonon-les-Bains